# Новгородский областной колледж искусств имени С. В. Рахманинова
Новгоро́дский областно́й ко́лледж иску́сств им. С. В. Рахма́нинова — государственное бюджетное профессиональное образовательное учреждение «Новгородский областной колледж искусств им. С. В. Рахманинова». Это единственное учебное заведение в Новгородской области, которое готовит специалистов для районных и сельских клубных и библиотечных учреждений, преподавателей детских музыкальных школ и школ искусств, руководителей творческих художественных коллективов и студий, учителей музыки и пения, артистов хора и оркестра, концертмейстеров, художников-мастеров декоративно-прикладного искусства, дизайнеров и реставраторов.
Министерством образования Новгородской области и областным общественным советом при департаменте образования и молодёжной политики Новгородской области проведена независимая оценка организаций в сфере образовательной деятельности. Итоговая оценка в группе «Организации, осуществляющие образовательную деятельность»: 548 место в Российской Федерации среди 40346 организаций, 43 место в Великий Новгород. Преподаватели колледжа работают в жюри областных, российских и международных конкурсов, ведут подготовительные курсы и другие мероприятия в районных Домах культуры и библиотеках. Ученики колледжа принимают участие в праздничных мероприятиях, становятся участниками международных конкурсов.

## Учредитель
Министерство культуры Новгородской области

## Исторические факты
- 1963 год — состоялся первый выпуск музыкального училища: 45 специалистов направлены в районы на помощь немногочисленным в те годы детским музыкальным школам, культпросвет учреждениям и заводским коллективам художественной самодеятельности.
- 1983 год — колледж выступает организатором, ставшего традиционным, Российского конкурса им. С. В. Рахманинова
- 1989 год — в помещении музыкального училища открывается музей земляков-композиторов: А. С. Аренского, С. В. Рахманинова, А. К. Лядова. Музей создан под руководством преподавателя Демидова В. В. В нём побывали дирижёры Геннадий Рождественский и Василий Синайский, пианист Михаил Плетнев, председатель общества русской музыки во Франции граф Петр Шереметев, внучатый племянник С. В. Рахманинова Юрий Рахманинов, правнуки Алисон, Питер, Натали, правнучка Федора Шаляпина Кристина Райт. В 1996 году музею присвоено звание «народный»[10].
- 1995 год — присвоение музыкальному училищу имени композитора и дирижёра С. В. Рахманинова.
- 2004 год — переименование училища в Новгородский областной колледж искусств им. С. В. Рахманинова.
- 2011 год — Академический хор, оркестр русских народных инструментов, ансамбль бального танца и эстрадный ансамбль участвовали в концертной программе Ганзейских дней русских городов.
- 2014 год — участие солистки ансамбля «Новгородская мозаика», выпускницы и преподавателя колледжа Шерстюк У. Д. в культурной программе XXII зимних Олимпийских игр в Сочи[11].
- С 2017 года преподаватели колледжа осуществляют социальный проект под названием «Новые профессии третьего возраста»[12].
- C 2017 года студенты и преподаватели участвуют в Новгородской команде «Абилимпикс»[13]
- С 2018 года в стенах колледжа проходит ежегодный Всероссийский хореографический конкурс «Метелица»[14].
- В 2019 году стартовал Всероссийский джазовый конкурс[15].

## Педагоги
В педагогическом составе колледжа работает около 150 человек, среди них имеют звания: «Заслуженный деятель культуры РФ» — Павлов А. М., «Заслуженный работник культуры Российской Федерации» — Демидова И. Г., Лебедева С. И., Калинина О. П., Демидов В. В., Тавшанжи В. Х., Откидач В. С., Юрионас-Юрганс О. В., «Почетный работник СПО» — Барбанель Г. Л., кандидаты наук — Гладилина В. И., Тимофеева М. Н.
Колледж является победителем XI областного конкурса инновационных творческих проектов «Новгородика» с проектом «Сказы земли Новгородской», социальных проектов «Активное поколение», "Портрет человека «серебряного возраста», участвует в концертах областной филармонии им. А. С. Аренского, организует концерты и художественные выставки преподавателей и студентов.

## Творческие коллективы
На базе колледжа работают 16 творческих коллективов:
- Народные самодеятельные коллективы: хореографический ансамбль «Лира», симфонический оркестр[22], оркестр русских народных инструментов, академический хор дирижёрско-хорового отделения[23], ансамбль народного танца, ансамбль народной песни «Новгородская краса», духовой оркестр, ансамбль флейт «Airy»[24].
- Образцовые самодеятельные коллективы: эстрадный оркестр, ансамбль бального танца, хореографический ансамбль «Кужель»[25], вокальный ансамбль младших и старших курсов эстрадного пения.

## Детская школа искусств
Детская школа искусств открылась в 1990 году. В школе работают театральное, художественное, музыкальное, хореографическое отделения.

## Выпускники колледжа
- Малышев Анатолий Павлович — руководитель городского духового оркестра, заслуженный работник РФ[26].
- Андреев Юрий Васильевич — артист городского духового оркестра, Заслуженный артист РФ[27].
- Коровицын Владимир Виленинович — член Союза композиторов России[28].
- Большакова (Фомина) Надежда Павловна — член Союза писателей России[29].
- Панфилов Виталий Геннадьевич — Солист Государственного Академического Большого театра[30].